# MIEN1
MIEN1 (англ. Migration and invasion enhancer 1) – білок, який кодується однойменним геном, розташованим у людей на 17-й хромосомі. Довжина поліпептидного ланцюга білка становить 115 амінокислот, а молекулярна маса — 12 403.
| 10         |  | 20         |  | 30         |  | 40         |  | 50         |
| ---------- |  | ---------- |  | ---------- |  | ---------- |  | ---------- |
| MSGEPGQTSV |  | APPPEEVEPG |  | SGVRIVVEYC |  | EPCGFEATYL |  | ELASAVKEQY |
| PGIEIESRLG |  | GTGAFEIEIN |  | GQLVFSKLEN |  | GGFPYEKDLI |  | EAIRRASNGE |
| TLEKITNSRP |  | PCVIL      |  |            |  |            |  |            |

A: Аланін

C: Цистеїн

D: Аспарагінова кислота

E: Глутамінова кислота

F: Фенілаланін

G: Гліцин

I: Ізолейцин

K: Лізин

L: Лейцин

M: Метіонін

N: Аспарагін

P: Пролін

Q: Глутамін

R: Аргінін

S: Серин

T: Треонін

V: Валін

Кодований геном білок за функцією належить до ліпопротеїнів. 
Задіяний у таких біологічних процесах, як апоптоз, ацетилювання. 
Локалізований у клітинній мембрані, цитоплазмі, мембрані.